# Tilman Knabe
Tilman Knabe (* 28. Januar 1970 in Mainz) ist ein deutscher Theaterregisseur.

## Leben
Knabe studierte an der Hochschule für Musik und Theater München bei August Everding Theaterregie. Danach absolvierte er ein Studium der katholischen Theologie. In den Jahren 1989 bis 1995 folgten Praktika und Regieassistenzen, so bei Peter Löscher am Bayerischen Staatsschauspiel und unter Frank Castorf am Residenztheater München sowie lan Judge an der English National Opera in London. Er erhielt während dieser Zeit ein Postgraduierten-Stipendium und das Falny-Calitta-Stipendium.
Einige seiner Inszenierungen fanden in den Medien besondere Beachtung. In der Spielzeit 2008/2009 inszenierte er eine Aufführung von Samson et Dalila von Camille Saint-Saëns an der Oper Köln, wobei er die Handlung in den heutigen Nahen Osten verlegte. Exzessive Gewaltdarstellungen einschließlich einer Massenvergewaltigungsszene führten zu zahlreichen Krankschreibungen unter den Chorsängern noch vor der ersten Aufführung. Auch in vorhergehenden Inszenierungen stellte er Gewaltszenen dar, so bei Salome in Essen.

## Inszenierungen
- Liebster Vater von Stanley Walden, 1996, Theater Bremen, Uraufführung
- Herr Hödl mit seiner nassen Hand von Fredrik Zeller und Felicia Zeller, Stuttgart, Uraufführung
- Helle Nächte von Moritz Eggert, Bayerische Staatsoper und Münchener Biennale, Uraufführung
- Lunu von Moritz Eggert, 1992, Internationale Musiktheatertage München, Uraufführung
- Joseph Süß von Detlev Glanert, Bremen, Uraufführung
- Anatomie Titus Fall of Rome von Heiner Müller, 1994, Prinzregententheater, München
- Die Eroberung von Mexico, 1994, Tiroler Landestheater Innsbruck
- Hoffmanns Erzählungen, 1997, Tiroler Landestheater Innsbruck
- Ariadne auf Naxos, 1998, Nürnberg
- Thomas Chatterton von Matthias Pintscher, 2000, Volksoper Wien
- Die Fledermaus, Staatsoper Stuttgart
- Masaniello furioso von Reinhard Keiser, 2001, Staatsoper Stuttgart
- Nabucco, 2001, Musiktheater im Revier, Gelsenkirchen
- Il trovatore, 2002, Hamburgische Staatsoper
- Die tote Stadt, 2002, Bremen
- Fierrabras von Franz Schubert, 2002, Oper Frankfurt
- Salome, 2003/2004, Aalto-Theater, Essen
- Tannhäuser, 2003/2004, Bremen
- Jenůfa, 2005, Oper Frankfurt
- Orlando, 2005, Aalto-Theater, Essen
- Lady Macbeth von Mzensk, 2006, Nationaltheater Mannheim
- Fredegunda von Reinhard Keiser, 2007, Prinzregententheater, München
- Turandot, 2007, Essen
- Die Bassariden von Hans Werner Henze, 2008, Hannover
- Das Rheingold, 2008, Aalto-Theater, Essen
- Samson et Dalila von Camille Saint-Saëns, 2008/2009, Oper Köln
- Penelope von Enda Walsh, 2010, Theater Oberhausen, Uraufführung
- Lohengrin von Richard Wagner, 2011, Nationaltheater Mannheim
- Tristan und Isolde von Richard Wagner, 2011, Staatstheater Mainz
- Ariadne auf Naxos von Richard Strauss, 2011, Cantiere Internazionale d’Arte di Montepulciano
- La fanciulla del West von Giacomo Puccini, 2012, Nationaltheater Mannheim
- Der Sturm von William Shakespeare, 2012, Theater Oberhausen[4]
- Adelasia ed Aleramo von Johann Simon Mayr, 2013 Prinzregententheater München